# Rubén Murillo
Rubén Darío Murillo Minota (Apartadó, 29 januari 1990) is een Colombiaans baanwielrenner die meerdere medailles won op de Pan-Amerikaanse kampioenschappen baanwielrennen. In 2010 en 2011 haalde hij top-10 noteringen bij hetzelfde toernooi, maar dan bij de BMX-tak van de wielersport. Op de baan blinkt hij uit in de sprintonderdelen, zoals de sprint en de teamsprint.

## Palmares
| Jaar      | CK                                         | P-AK                   | WK             | Overige                                                         |
| Als elite | Als elite                                  | Als elite              | Als elite      | Als elite                                                       |
| --------- | ------------------------------------------ | ---------------------- | -------------- | --------------------------------------------------------------- |
| 2011      |                                            |                        | 16e teamsprint |                                                                 |
| 2012      |                                            |                        |                |                                                                 |
| 2013      |                                            |                        |                |                                                                 |
| 2014      |                                            | teamsprint             | 10e teamsprint | C-A en CS: · teamsprint                                         |
| 2015      |                                            |                        | 16e teamsprint |                                                                 |
| 2016      |                                            | teamsprint             |                |                                                                 |
| 2017      |                                            | teamsprint · 6e sprint | 11e teamsprint |                                                                 |
| 2018      | 1km tijdrit · keirin · teamsprint · sprint | teamsprint · 6e sprint | 11e teamsprint | Zuid-Amerikaanse Spelen: · teamsprint · C-A en CS: · teamsprint |
| 2019      | teamsprint · sprint                        |                        |                | Pan-Amerikaanse Spelen: · teamsprint                            |
| 2020      |                                            |                        |                |                                                                 |
| 2021      | 4e sprint 7e keirin                        | teamsprint             |                |                                                                 |
| 2022      | 6e sprint                                  |                        |                | Zuid-Amerikaanse Spelen: · teamsprint · sprint                  |
| 2023      | 1km tijdrit · 7e keirin                    | teamsprint             |                | Pan-Amerikaanse Spelen: · teamsprint                            |
| 2024      | 4e sprint 6e keirin                        | teamsprint             | 6e teamsprint  |                                                                 |